# Villa Altachiara
La villa Altachiara est une villa victorienne située dans la commune de Portofino en Italie.

## Histoire
La villa est construite en 1874 sur commande de Henry Herbert, 4e comte de Carnarvon, pour son jeune fils George Herbert, qui était en mauvaise santé et avait besoin du soleil et de la mer. Ce dernier est connu pour avoir financé l'expédition qui a découvert la tombe du pharaon Toutânkhamon.

## Description
La villa est située en position panoramique surplombant la mer et dispose d'un grand parc.
La villa, de style victorienne, s'étend sur deux niveaux principaux. Les façades, revêtues de pierre, présentent de grandes fenêtres et des terrasses.

## Galerie d'images

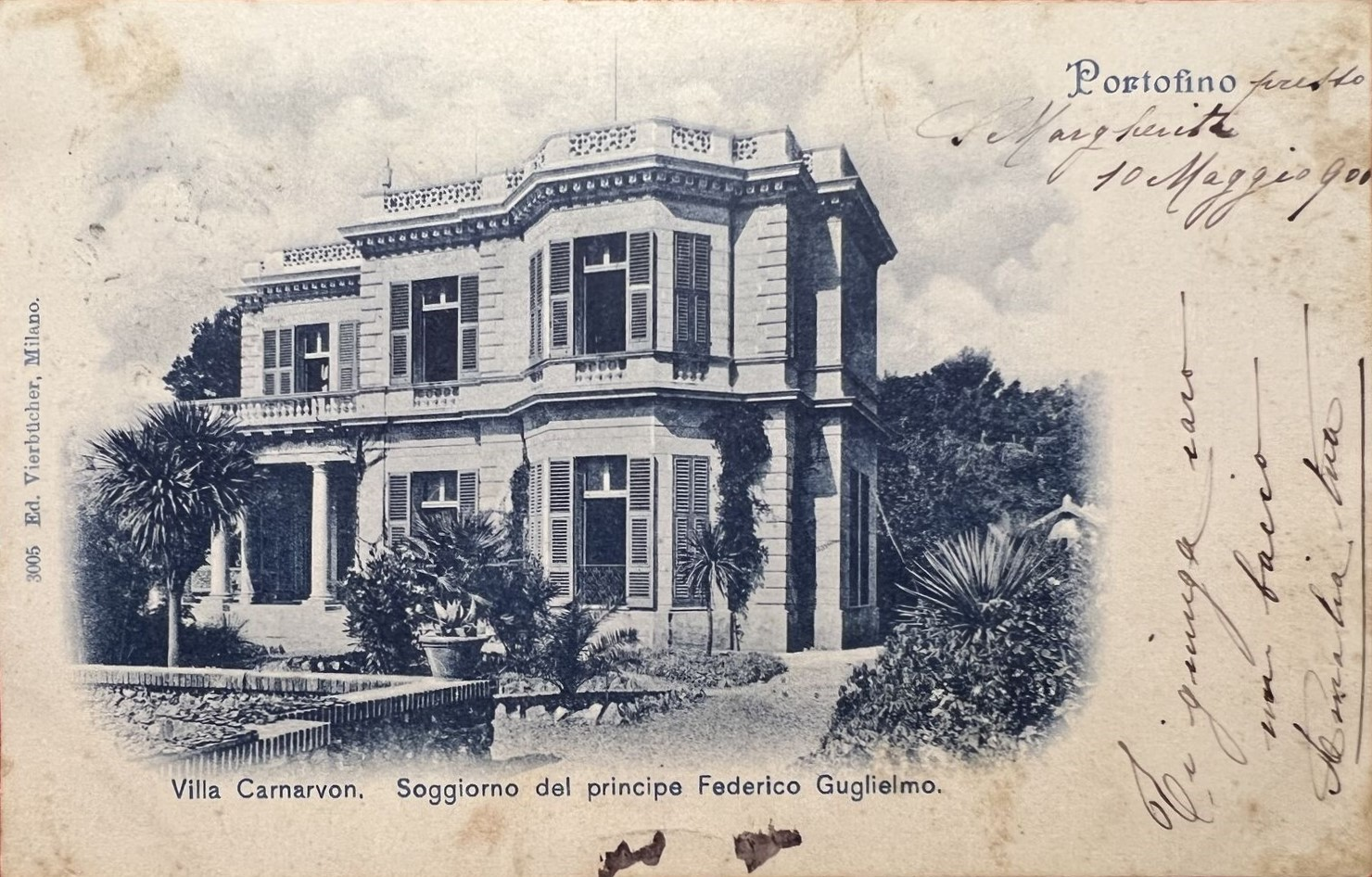
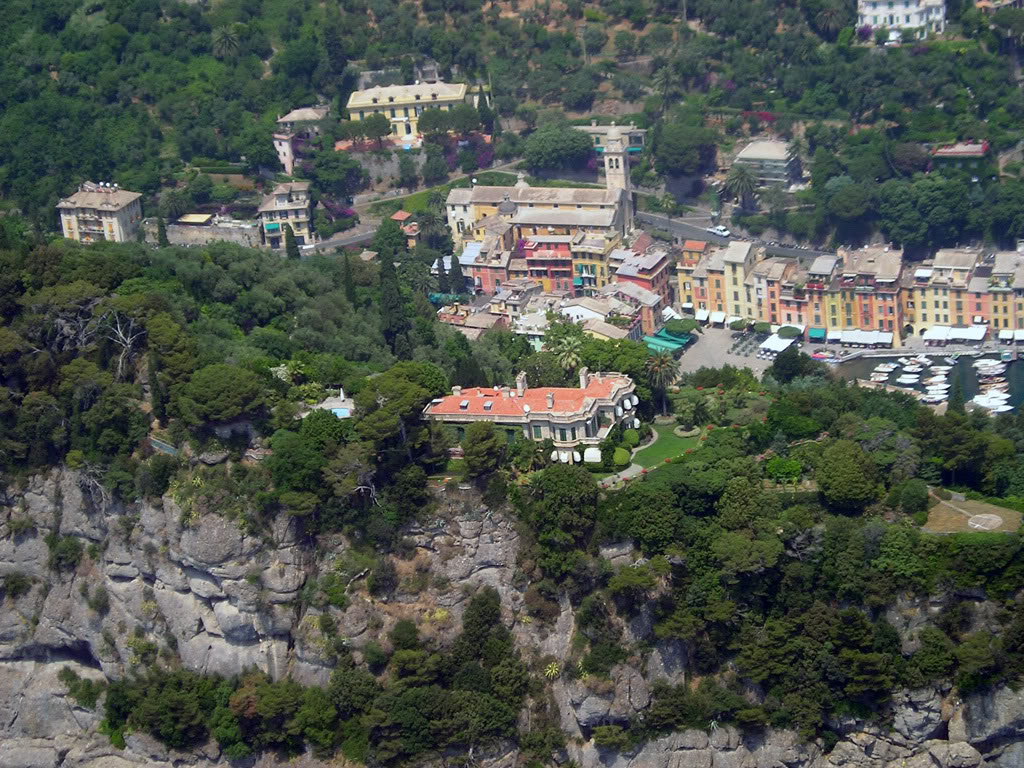
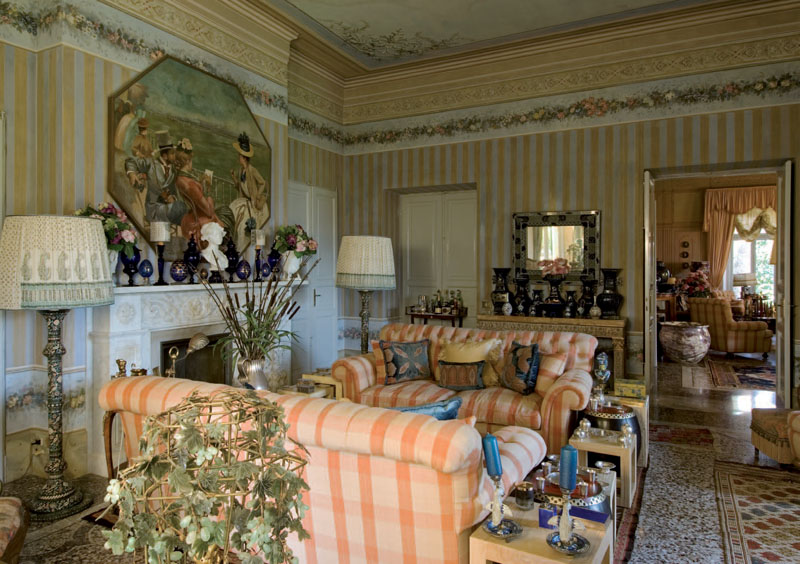